# 니콜라이 무라비요프아무르스키 백작

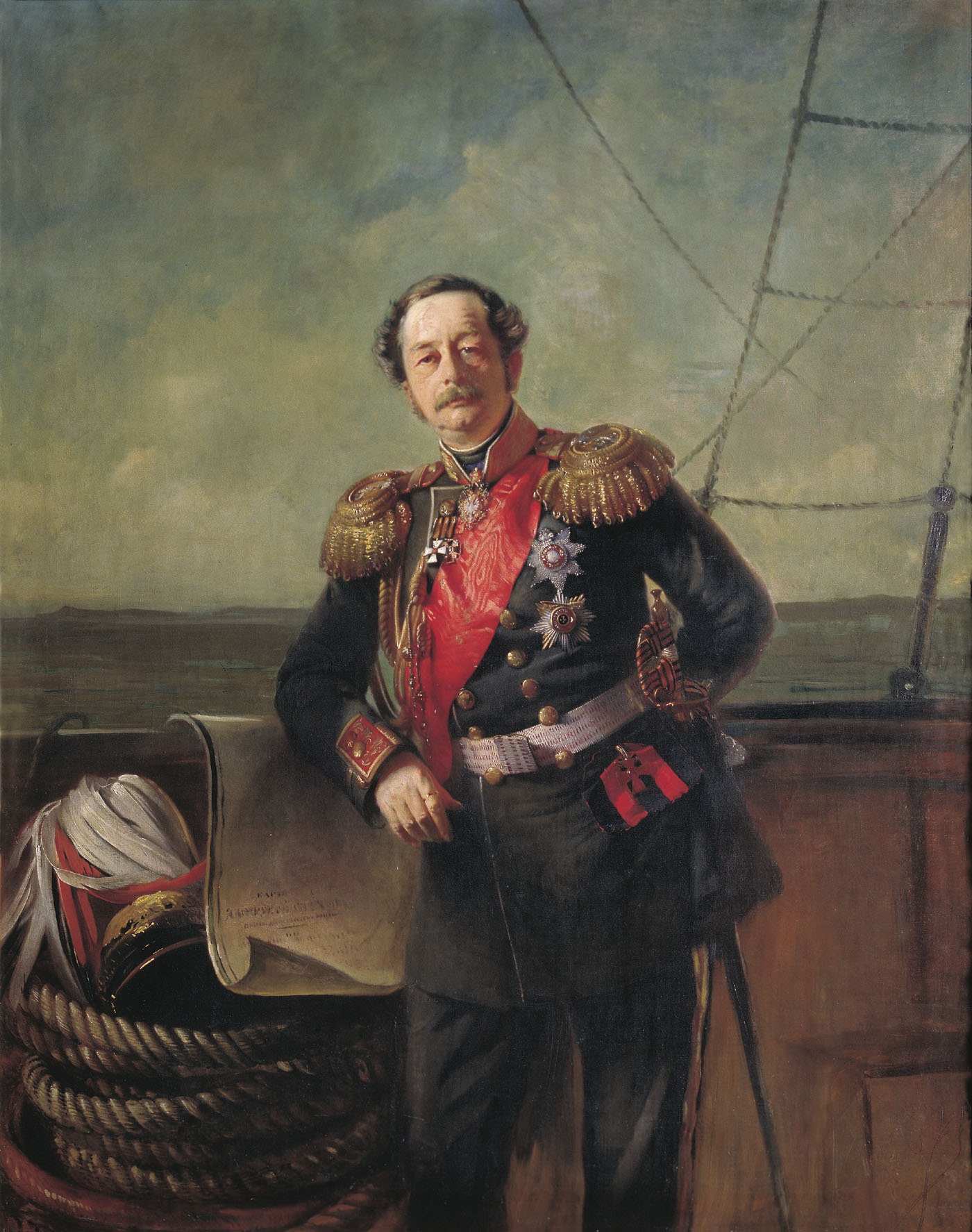
니콜라이 무라비요프아무르스키

니콜라이 무라비요프아무르스키(러시아어: Николай Николаевич Муравьёв-Амурский, 1809년 ~ 1881년)는 제정 러시아의 군인으로, 1847년부터 1861년까지 러시아 제국 동부 시베리아 총독이었다.
38세의 나이에 니콜라이 1세에게 기용되었는데 네벨스코이의 협력으로 아무르강(헤이룽강) 하구에 니콜라옙스크를 건설, 아무르강·사할린섬의 탐험을 권하였으며, 크림 전쟁 때 영국, 프랑스군에게 공격당한 캄차카 반도 구원을 구실로아무르강 유역을 점령하고 태평천국의 난으로 고통을 받고 있던 청나라를 위협하여 아이훈 조약을 맺어, 아무르강 이북의 영유를 승인받았다. 그 공으로 아무르스키 백작이 되었다.

## 아이훈 조약
1858년 마지막 원정에서 무라비요프는 청나라 관리 이산과 〈아이훈 조약〉을 체결했다. 청나라는 처음에 아무르강을 따라 어떤 종류의 경계도 설정하는 것에 반대했으며, 인접 영토를 러시아와 청나라의 공동 통제하에 두는 현상 유지를 선호했다. 그러나 무라비요프는 청나라에게 러시아의 의도가 평화롭고 건설적임을 설득할 수 있었다. 아이훈 조약은 아무르강을 러시아와 청 제국의 경계로 인정하고 러시아에게 태평양에 대한 자유로운 접근을 허용했다. 이를 위해 무라비요프는 아무르스키 백작(즉, ‘아무르강의’)이라는 칭호를 받았다. 러시아 소설가 블라디미르 바라예프의 기사에 따르면, 조약의 조인은 베이징의 장대한 조명과 시베리아 주요 도시의 축제로 축하되었다. 러시아가 획득한 새로운 영토에는 프리아무르예와 현대 프리모르스키 지방 및 하바롭스크 지방의 대부분의 영토가 포함되었다.
아이훈 조약은 1860년 〈베이징 조약〉의 조항에 의해 확인되고 확대되었으며, 이로써 러시아는 우수리 지방과 프리모리예 남부 지역에 대한 권리를 얻을 수 있었다.
무라비요프-아무르스키는 동부 시베리아의 총독으로서 아무르강의 기슭에 정착하기 위해 수많은 시도를 했다. 자발적으로 아무르로 이주하려는 사람이 거의 없었기 때문에 이러한 시도는 대부분 실패했다. 무라비요프는 이 지역을 채우기 위해 몇 개의 바이칼 카자크 분견대를 이전해야 했다. 아무르에서 증기선 운송을 조직하고 우편 도로를 건설하려는 시도도 실패했다.
아무르강 좌안을 인수하는 것에 대한 상트페테르부르크 관리들의 주된 반대가 새로운 영토를 방어할 사람들의 부족이었기 때문에, 무라비요프-아무르스키는 성공적으로 네르친스크 농민들을 광석 광산에서 강제 노동으로부터 해방시켜달라고 청원했다. 이 사람들과 함께 12,000개의 아무르 코사크 군단이 형성되어 일부 땅에 정착하는 데 사용되었으며, 군사 핵심은 자바이칼 지방에서 이전된 카자크였다.
무라비요프-아무르스키는 동부 시베리아를 두 개의 별도 총독으로 나누자는 제안이 거부된 후 1861년 총독직에서 물러났다. 그는 국무원 위원으로 임명되었다. 1868년에 그는 프랑스 파리로 이사하여 1881년 사망할 때까지 그곳에서 살았으며, 국무원 회의에 참석하기 위해 가끔 러시아를 방문했다.

## 같이 보기
- 아무르 병합